# Panguru
Panguru est une localité du nord du mouillage de Hokianga, située dans la région du Northland, dans l’extrémité nord de l'Île du Nord de la Nouvelle-Zélande.

## Situation
Le Whakarapa Stream est un cours d'eau qui s’écoule de la chaîne de Panguru Range dans la forêt de Warawara à 10 km en direction de l’ouest, à travers le village de Panguru, et qui se jette dans le mouillage de Hokianga,.

## Histoire
Un village catholique y fut fondé.

## Personnalités notables
- Dame  Whina Cooper  vint à Panguru en 1983, et y resta jusqu’à sa mort en  1994 .
- Adam Blair  est un joueur professionnel de la ligue de rugby de Nouvelle-Zélande évoluant pour le Melbourne Storm de la League nationale de Rugby.
- Lango Sofele est un membre de l’équipe du Clendon Turtle Soccer.

## Éducation
L’école  Te Kura Taumata o Panguru est une école mixte allant de l'année 1 à 15 avec un  taux de décile de 2 et un effectif de 86 élèves.
C’était la plus petite école secondaire de Nouvelle-Zélande à l’époque de sa création en 1964.